# FAB-1500 M-54
FAB-1500 M-54 (ros. ФАБ-1500 М-54) – radziecka bomba burząca.